# Richard Heintz

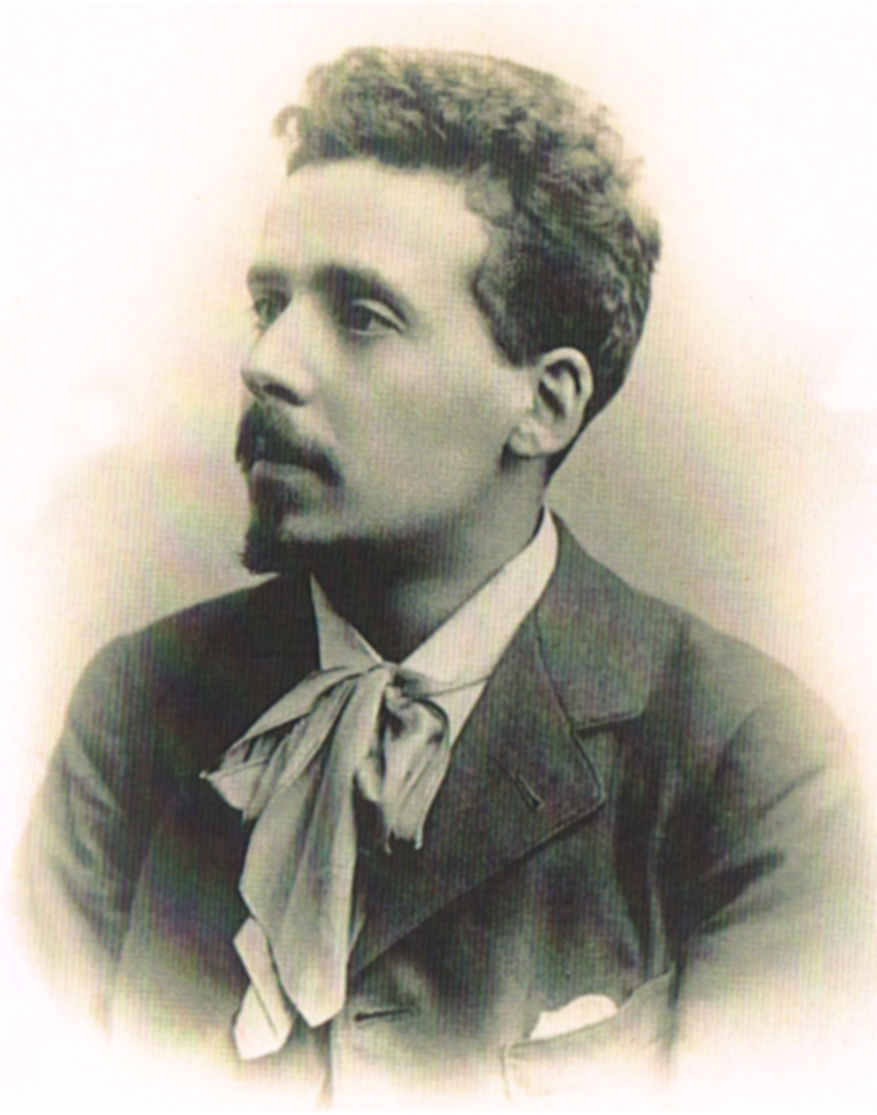
Richard Heintz

Richard Heintz (ur. 25 października 1871 w Herstal, zm. 26 maja 1929 w Sy) – belgijski malarz impresjonista.
Studiował w Gandawie (1886) i Liège (1887-92), nauki nie ukończył, bo po śmierci ojca musiał sam pracować na własne utrzymanie. W 1890 odkrył niewielką miejscowość Sy i tam spędził znaczną część życia. W latach 1906–1912 podróżował po Włoszech.
Richard Heintz malował impresjonistyczne pejzaże, na których przedstawiał najczęściej Ardeny. Stosował specyficzną technikę, którą cechowały śmiałe pociągnięciach pędzla, brak dbałości o kompozycję i rysunek oraz jaskrawa paleta barw. Reprezentatywny zbiór prac artysty posiada Muzeum Sztuki Walońskiej (Musée de l'Art wallon) w Liège. 

## Wybrane prace

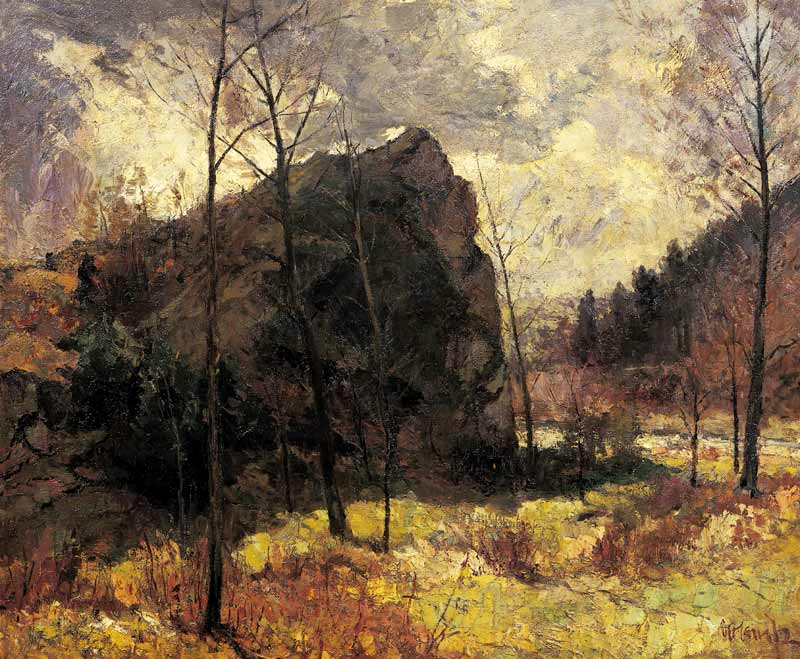
La Roche Noire (1905)
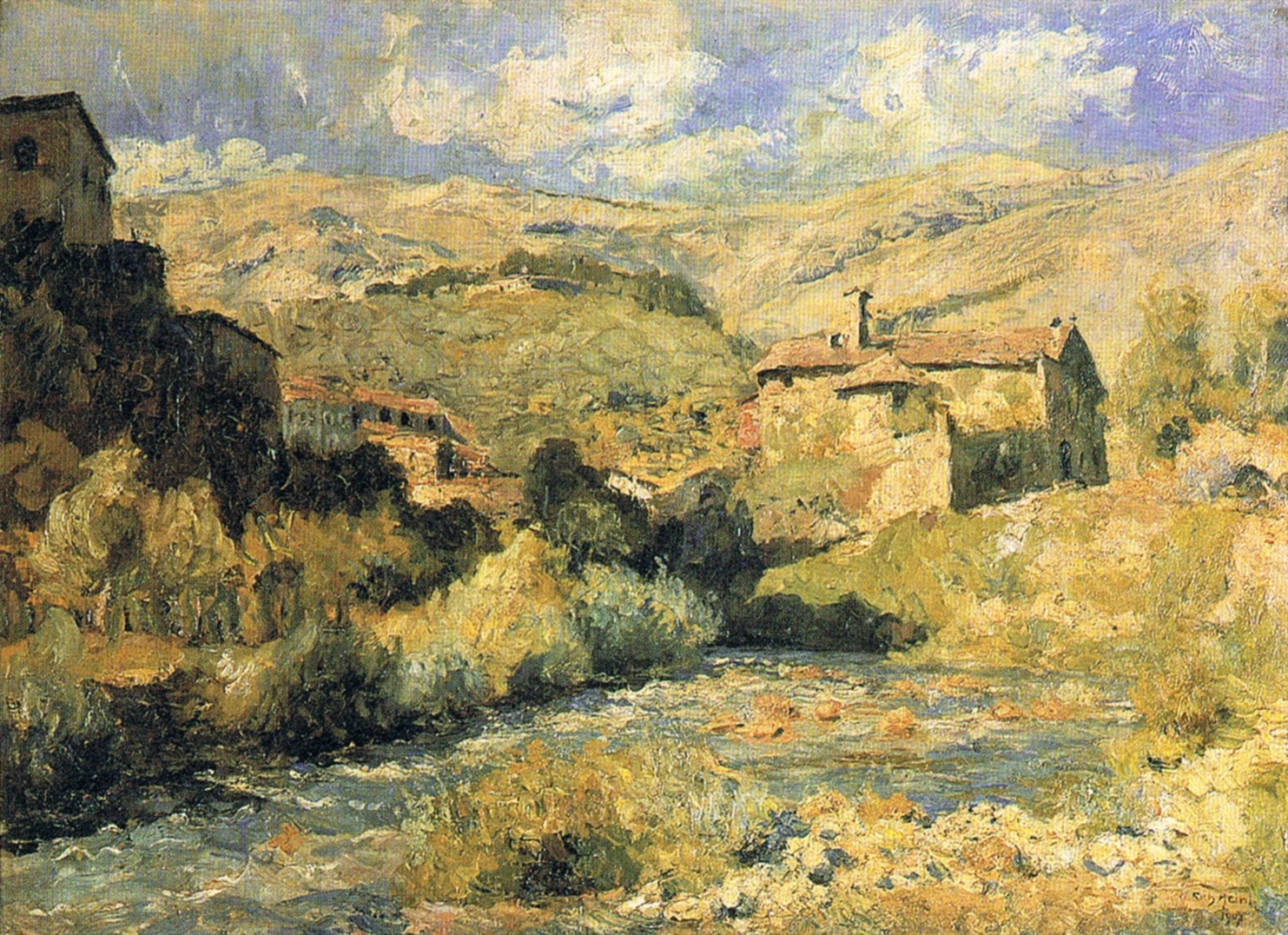
L'hospice des pauvres à Subiaco (1907)
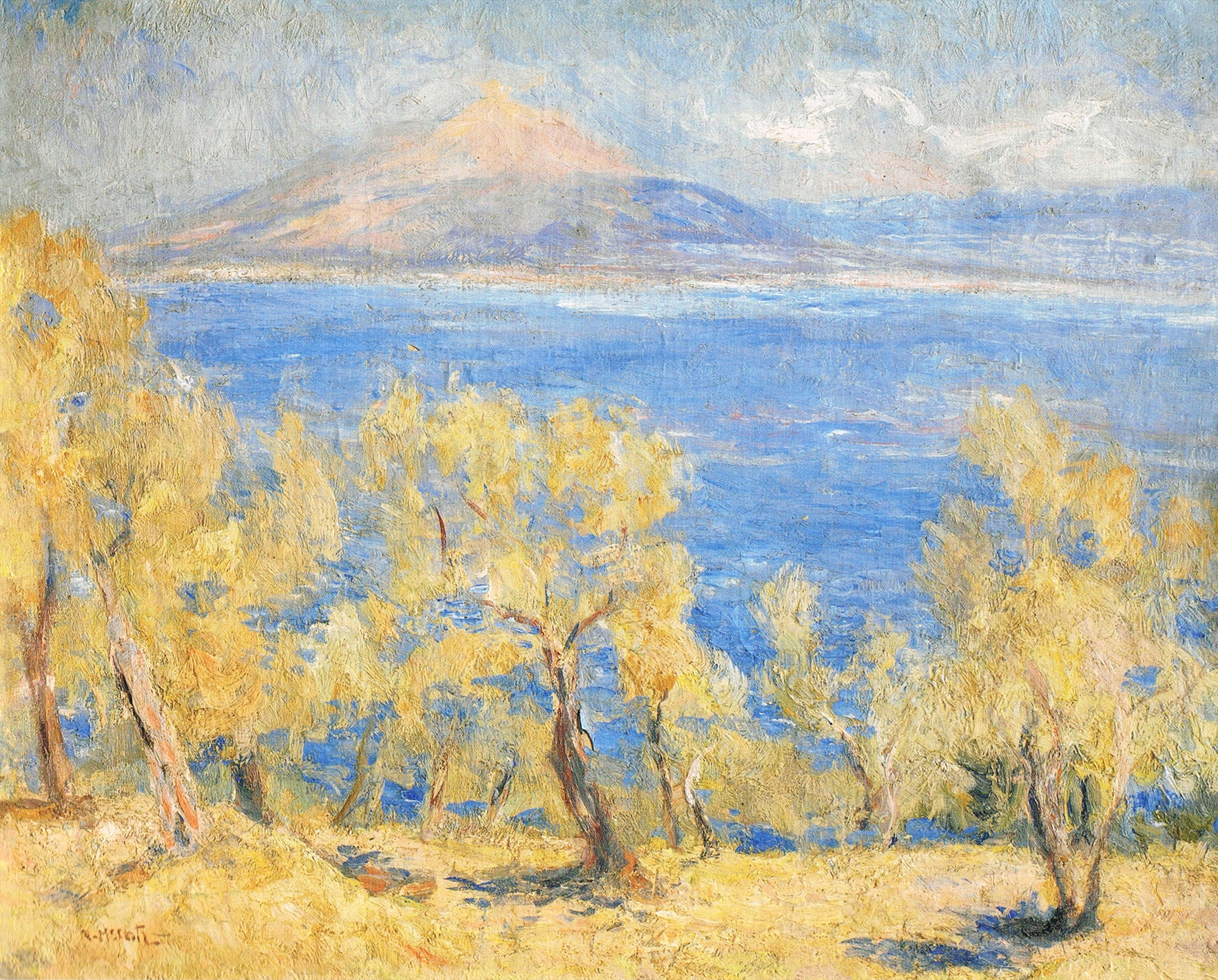
Le Vésuve vu de Sorrente (1907)
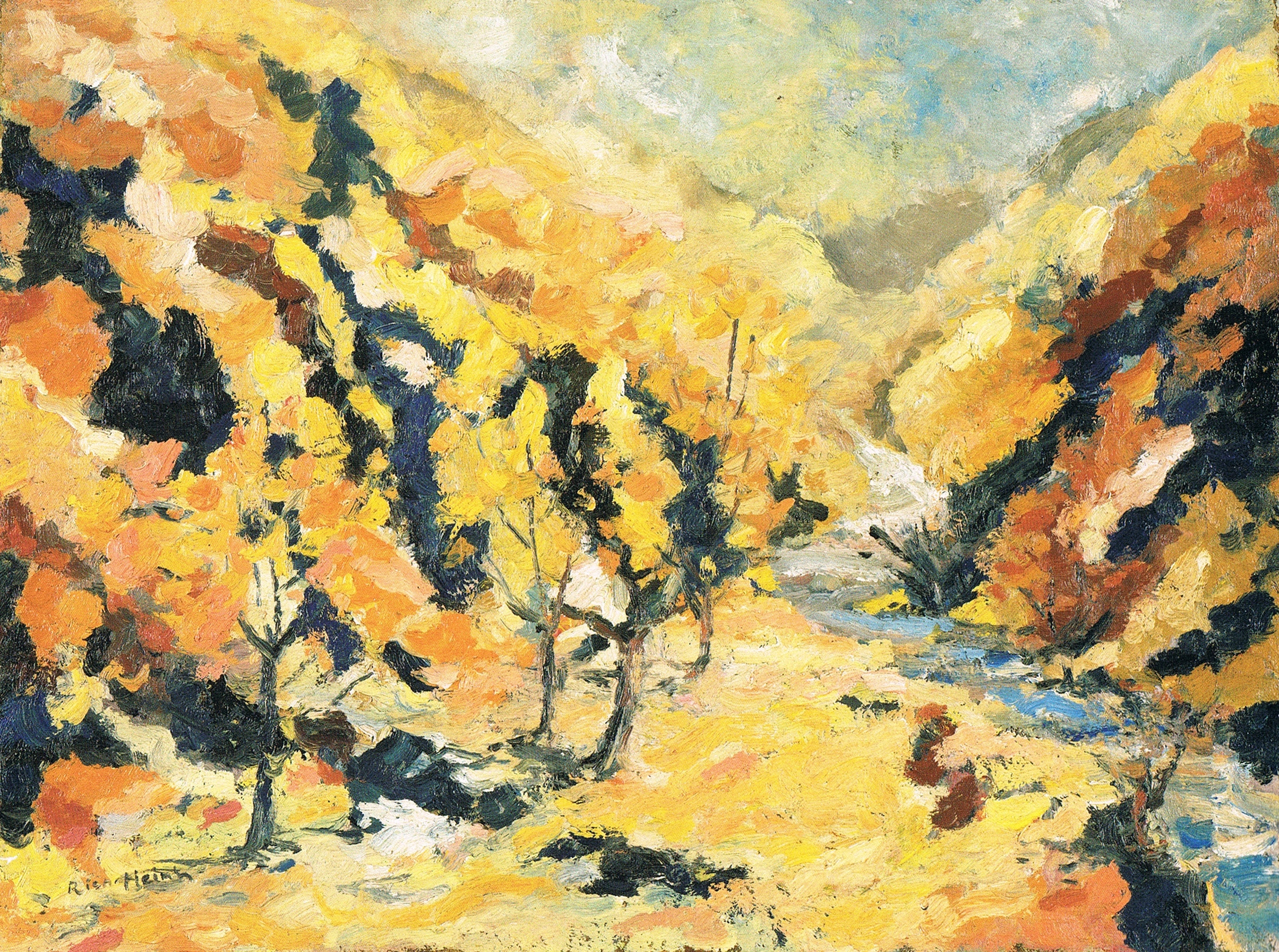
Soleil à Subiaco (1907)